# دائرة أمرزكان
دائرة أمرزكان هي إحدى دوائر إقليم ورززات، التابع لجهة درعة تافيلالت، المملكة المغربية. تضم الدائرة 9 جماعات قروية، وبلغ عدد سكانها 104862 فرداً سنة 2004 حسب الإحصاء الرسمي للسكان والسكنى. يتبع للدائرة 27 مشيخة و269 دوار.

## التقسيمات الإداريّة
تعتبر دائرة أمرزكان إحدى الدوائر المشكّلة لإقليم ورززات، وهو التقسيم الإداري من المستوى الرابع المعتمد في المغرب. ينقسم إقليم ورززات إلى 15 جماعات قروية تختلف من حيث السكان والمساحة، والتي بدورها تنقسم إلى مشيخات تضم عدداً من الدواوير.